# ソニア・ソトマイヨール
ソニア・マリア・ソトマイヨール （英語: Sonia Maria Sotomayor、1954年6月25日 - ）は、合衆国最高裁判所の陪席判事。2009年8月8日に就任した。
最高裁判所でのソトマイヨールは、ヒスパニック系の祖先を持つ初めての判事であり、また3人目の女性判事でもある。ソトマイヨールはリベラルな判断傾向を持つ他、同僚のジョン・ロバーツ首席判事とエレナ・ケイガン陪席判事と並んで、最高裁判所では比較的若い判事である。
2009年5月にデイヴィッド・スーター陪席判事が退官したことに伴い、バラク・オバマ大統領がソトマイヨールを同職へ指名した。この人事案は2009年8月のアメリカ合衆国上院の本会議において68対31の採決で承認を受け、ソトマイヨールは宣誓を経て就任した。

## 著書

### 回想録
- My Beloved World, 2013（『私が愛する世界』長井篤司訳、亜紀書房、2018年）

### 絵本
- Turning Pages: My Life Story, Illustrated by Lulu Delacre, 2018
- Just Ask!: Be Different, Be Brave, Be You, 2019（『ねえ、きいてみて！ みんな、それぞれちがうから』絵：ラファエル・ロペス、すぎもとえみ訳、汐文社、2021年）